# Archaeogomphus hamatus
Archaeogomphus hamatus е вид водно конче от семейство Gomphidae. Видът е незастрашен от изчезване.

## Разпространение
Разпространен е в Бразилия, Гвиана, Колумбия и Суринам.